# (230965) 2004 XA192
(230965) 2004 XA192 – planetoida z grupy obiektów transneptunowych, krążąca wokół Słońca po odległej, nachylonej orbicie. Planetoida ta nie ma jeszcze własnej nazwy.

## Odkrycie
Obiekt ten został odkryty 12 grudnia 2004 roku przez badaczy z Obserwatorium Palomar. Przegląd starszych klisz z tego obserwatorium pozwolił ustalić, że 2004 XA192 zaobserwowano już w 1989 roku.

## Orbita
Orbita (230965) 2004 XA192 jest nachylona pod kątem 38° do ekliptyki, mimośród jej orbity to ok. 0,25. W marcu 2019 roku planetoida przejdzie przez peryhelium swojej orbity. Okres obiegu wokół Słońca wynosi 325 lat.

## Właściwości fizyczne
Niewiele jak dotąd wiadomo o tym odległym obiekcie. Duża absolutna wielkość gwiazdowa, wynosząca 4,1m, kwalifikuje go do grupy kandydatów na planety karłowate. Średnica planetoidy 2004 XA192 na podstawie jej jasności szacowana jest na od 339 km do 588 km, co czyniłoby ją jedną z większych odkrytych planetoid transneptunowych.